# آيت مزيان آيت العباس (بوشاوون)
آيت مزيان آيت العباس هي إحدى مشيخات المملكة المغربية، تتبع جغرافيا لإقليم فكيك وإداريًا لبوشاوون. يقدر عدد سكانها بـ 2098 نسمة حسب الإحصاء الرسمي للسكان والسكنى لسنة 2004.